# Augustenborg Sogn
Augustenborg Sogn er et sogn i Sønderborg Provsti (Haderslev Stift).
Augustenborg Sogn hørte til Als Sønder Herred i Sønderborg Amt. Ketting sognekommune blev i 1966 lagt sammen med Augustenborg flække, som ved kommunalreformen i 1970 blev kernen i Augustenborg Kommune, der ved strukturreformen i 2007 indgik i Sønderborg Kommune.
I Augustenborg Sogn ligger Augustenborg Slotskirke.
I sognet findes følgende autoriserede stednavne:
- Augustenborg (bebyggelse, ejerlav)
- Augustenborg Hovedgård (landbrugsejendom)
- Lillehav (vandareal)
- Ny Stavnsbøl (bebyggelse)
- Vollerup under Augustenborg (bebyggelse, ejerlav)

## Afstemningsresultat
Folkeafstemningen ved Genforeningen i 1920 gav i Augustenborg Sogn 256 stemmer for Danmark, 236 for Tyskland. Af vælgerne var 36 tilrejst fra Danmark, 97 fra Tyskland.